# Cristián Viel
Cristián Enrique Viel Temperley (Buenos Aires, 4 de noviembre de 1967) es un exrugbista argentino que se desempeñaba como ala. Fue internacional con los Pumas en los años 1990.

## Biografía
Desarrolló toda su carrera en el Club Newman, donde fue capitán y compañero de los Pumas: Marcos Ayerza, Agustín Canalda, Felipe Contepomi, Manuel Contepomi, Agustín Gosio y Francisco Irarrázaval. Considerado un potente ala que también podía jugar de octavo, destacó en el rugby 7 e integró al seleccionado de Buenos Aires entre 1993 y 1998.
Felipe Contepomi lo considera el mejor capitán que alguna vez lo lideró. Actualmente colabora en Virreyes Rugby Club y con el proyecto de enseñar rugby en las prisiones de Argentina.

## Selección nacional
Representó a los Pumas seven y con ellos disputó el Mundial de Escocia 1993, obteniendo el quinto puesto.
Luis Gradín lo convocó a los Pumas para disputar el Sudamericano de Rugby 1993 y allí debutó contra Brasil, siendo titular. Alejandro Petra lo mantuvo como titular y con él jugó la Copa Latina 1995, pero el neozelandés Alex Wyllie dejó de considerarlo en 1997 y prefirió en su lugar a Lucas Ostiglia y al más talentoso Santiago Phelan.
De todas las selecciones de Primer Nivel, solamente no enfrentó a los Dragones rojos e Irlanda. Su última prueba fue ante los All Blacks y allí debió marcar a Taine Randell. En total jugó 26 pruebas y anotó tres tries (15 puntos).

### Participaciones en Copas del Mundo
Petra lo llevó a Sudáfrica 1995 como titular indiscutido. Formó la tercera línea junto a Rolando Martín y José Santamarina, jugó todas las pruebas y no marcó puntos.
| Mundial                       | Sede      | Resultado      | PJ | Tries |
| ----------------------------- | --------- | -------------- | -- | ----- |
| Copa Mundial de Rugby de 1995 | Sudáfrica | Fase de grupos | 3  | 0     |

## Palmarés
En 1998 fue premiado con el «Cap de la URBA», una distinción al rugbista con una destacada trayectoria deportiva y un honrado comportamiento en su vida privada.
- Campeón del Torneo Panamericano de 1995.
- Campeón del Sudamericano de Rugby A de 1993 y 1995.
- Campeón del Campeonato Argentino de 1994, 1996 y 1998.
- Campeón del Seven de la República de 1994.
- Campeón del Seven de la UAR de 1992.